# Velia Sacchi
Velia Sacchi (Bergamo, 20 marzo 1921 – Roma, 20 febbraio 2015) è stata una partigiana e giornalista italiana nota anche come pittrice e scultrice.
Era figlia di un fotografo e di una pittrice; a 16 anni si è iscritta all'Accademia Carrara di Belle Arti. Nel 1943 ha lasciato il marito e ha affidato alla madre la figlia di due anni, entrando poi nella resistenza coi nomi di Rosa e di Francesca nella banda Turani e occupandosi di favorire la fuga in Svizzera dei dissidenti ed ex alleati fuggitivi. Arrestata a Bergamo, una volta rilasciata, ha dovuto riparare a Milano dove ha lavorato come giornalista nella redazione de L'Unità, allora clandestina. Dirigente dei "Gruppi di difesa della donna" è stata la compagna, e quindi la moglie, di Sergio Marturano, fratello di Giovanna Marturano. 
Ha fondato l’Associazione femminile per la pace e la libertà che in seguito è confluita nell'UDI.
Dopo la liberazione, ha continuato la sua attività di giornalista ed ha scritto per Il lavoratore bergamasco, testata della quale è stata direttore responsabile, Noi Donne e L’Unità e ha ripreso la sua attività di scultrice e pittrice ritraendo problemi e contraddizioni nel periodo post-bellico. 
A Bergamo, l'UDI le ha dedicato una sezione.

## Opere
- E io crescevo… Velia Sacchi una ragazza nella Resistenza a Bergamo, Supernova, 2001
- Io non sto a guardare : memorie di una partigiana femminista, Manni, 2015